# Jucati
Jucati est une municipalité brésilienne située dans l'État du Pernambouc.